# التصاق لوی-چیویتا
التصاق لوی-چیویتا در هندسه ریمانی، نوعی التصاق خاص است بر روی کلاف ِ مماس یک خمینه یا به‌طور مشخص تر یک التصاق متریک بدون تاب است.
نظریه بنیادی هندسه ریمانی بیان می‌کند که التصاق یکتایی که در این شرایط صدق کند وجود دارد.
در نظریه خمینه‌های ریمانی و شبه ریمانی اغلب از واژه مشتق هموردا برای التصاق لوی-چیویتا استفاده می‌شود. مؤلفه‌های این التصاق نسبت به یک دستگاه مختصات موضعی را نمادهای کریستوفل می خوانند.
نام التصاق لوی-چیویتا برگرفته از نام تولیو لوی چیویتا می‌باشد ، هرچند که در ابتدا توسط الوین برونو کریستوفل کشف شد. لوی چیویتا به همراه گرگریو ریتچی کورباسترو از نمادهای کریستوفل استفاده نمودند تا مفهوم انتقال موازی را تعریف کنند و رابطه انتقال موازی با خمش را کشف کنند و از این راه مفهوم جدید هولونومی را ایجاد نمایند.
مفاهیم مشتق ذاتی و جابه جایی موازی بردار در امتداد یک منحنی لوی-چیویتا در یک خمینه ریمانی انتزاعی معنادار هستند.